# Transport ferroviaire en Corée du Nord
Le transport ferroviaire en Corée du Nord est géré par les Chemins de fer coréens d'État (조선 민주주의 인민 공화국 철도성, Chosŏn Minjujuŭi Inmin Konghwaguk Ch'ŏldosŏng).

## Histoire
La première ligne de chemins de fer du réseau est construite de 1897 à 1899 entre Incheon et Noryangjin dans l'actuelle Corée du Sud. Le réseau connait une importante expansion après l'annexion japonaise de 1910. La plupart du réseau actuel date d'avant 1925. 
Le réseau ferroviaire est doté de connexions avec la Russie, la Chine et la Corée du Sud mais cette dernière liaison est sujette aux tensions entre les deux pays et est fermée, après une brève ouverture de 2007 à 2008.

## Description
Longueur du réseau
- 6 000 km à l'écartement standard[1]
- ~370 km à voie étroite (762 mm)[1]

Électrification

Carte du réseau nord-coréen

- 5 425 km de voies standard (80 %), électrifiée en 3 kV courant continu.
- 295,5 km de voies étroite, électrifiée en 1,5 kV courant continu.

## Lignes principales
- Ligne Hambuk : Chongjin - Sunchon, 331,1 km
- Ligne Kangwŏn : Kowon - Pyongyang, 145,8 km
- Ligne Kŭmgangsan : Anbyŏn - Kosong, 42 km
- Ligne Manpho : Sunchon - Manpho, 299,9 km
- Ligne P'yŏngbu : Pyongyang - Kaesŏng, 187,3 km
- Ligne P'yŏngdŏk : Pyongyang - Kusang Ch'ŏngnyŏn, 192,3 km
- Ligne P'yŏngnam : Pyongyang - Nampo, 55,2 km
- Ligne P'yŏngra : Pyongyang - Sunchon (puis vers Khasan en Russie), 819 km
- Ligne P'yŏngŭi : Pyongyang - Sinuiju (puis vers Dandong en Chine), 225,1 km

## Matériel roulant
Le réseau utilise du matériel provenant majoritairement d'ex-URSS (Russie, Europe de l'Est) ainsi que de Chine. Les estimations donnent un total d'environ 300 locomotives électriques à écartement standard, la plupart des modèles sont un dérivé de la série Red Flag. Aucune estimation n'est disponible concernant les locomotives diesel et les quelques locomotives à vapeur restantes, ainsi que sur le parc de wagons et voitures voyageurs.